# Kinney
Kinney és una població dels Estats Units a l'estat de Minnesota. Segons el cens del 2000 tenia 199 habitants.

## Demografia
Segons el cens del 2000, Kinney tenia 199 habitants, 82 habitatges, i 61 famílies. La densitat de població era de 16,8 habitants per km².
Dels 82 habitatges en un 31,7% hi vivien nens de menys de 18 anys, en un 61% hi vivien parelles casades, en un 8,5% dones solteres, i en un 24,4% no eren unitats familiars. En el 22% dels habitatges hi vivien persones soles el 9,8% de les quals corresponia a persones de 65 anys o més que vivien soles. El nombre mitjà de persones vivint en cada habitatge era de 2,4 i el nombre mitjà de persones que vivien en cada família era de 2,73.
Per edats la població es repartia de la següent manera: un 25,6% tenia menys de 18 anys, un 3,5% entre 18 i 24, un 28,1% entre 25 i 44, un 22,6% de 45 a 60 i un 20,1% 65 anys o més.
L'edat mediana era de 42 anys. Per cada 100 dones de 18 o més anys hi havia 100 homes.
La renda mediana per habitatge era de 25.000 $ i la renda mediana per família de 33.125 $. Els homes tenien una renda mediana de 31.667 $ mentre que les dones 17.361 $. La renda per capita de la població era de 14.756 $. Entorn del 9,4% de les famílies i el 13,6% de la població estaven per davall del llindar de pobresa.

## Poblacions més properes
El següent diagrama mostra les poblacions més properes.